# Canonical
Canonical — частная британская компания, основанная Марком Шаттлвортом для развития и популяризации проектов свободного программного обеспечения, прежде всего — Linux-дистрибутива Ubuntu.
Зарегистрирована на острове Мэн, главный офис в Лондоне, дополнительные офисы расположены в Бостоне, Монреале, Тайбэе, Сан-Паулу и Шанхае.
Основана 5 марта 2004 с целью разработки и коммерциализации Ubuntu. Также развивает и поддерживает производные от Ubuntu дистрибутивы: Kubuntu (использует KDE вместо Gnome), Xubuntu (использует менее требовательную к ресурсам среду рабочего стола Xfce) и Edubuntu (ориентирован на использование в образовательных учреждениях).
Среди других проектов, ведущихся в компании — платформа совместной разработки Launchpad, оболочка рабочего стола Unity. До 2011 года поддерживался проект The Open CD — коллекция свободного программного обеспечения для Microsoft Windows с открытым кодом. До 2016 года - система децентрализованного управления версиями Bazaar. 
В период 2009—2014 годов предоставляла по подписке публично-облачный сервис хранения данных Ubuntu One. В 2013 году планировала выпустить смартфон Ubuntu Edge по краудфандинговой схеме, однако освоить выпуск не удалось, и деньги были возвращены жертвователям.
Проводит кампании и мероприятия, направленные на популяризацию свободного программного обеспечения.